# Yvon Toussaint
Pour les articles homonymes, voir Toussaint (homonymie).
Œuvres principales
Un incident indépendant de notre volonté
L’Assassinat d'Yvon Toussaint
Yvon Toussaint, né le 23 septembre 1933 à Bruxelles et mort le 4 décembre 2013 à Ixelles, est un journaliste et écrivain belge, auteur de plusieurs romans policiers.

## Biographie
Yvon Toussaint est né dans le quartier de la Cage aux Ours, fils d'un garçon de restaurant et d'une employée de magasin. Journaliste, il entre au journal Le Soir de Bruxelles en 1957 et devient chef des services de presse parisiens avant d'accéder au poste de rédacteur en chef, puis de directeur de 1979 à 1989. Il est également président de l'Association de la presse étrangère à Paris.
Auteur d’essais, de romans, de romans policiers, il obtient le grand prix de littérature policière en 1975 pour Un incident indépendant de notre volonté. Le Manuscrit de la Giudecca (2001) est un roman historique qui suit les traces de Jérôme Aleandre, un érudit et grand commis de l'Église de Rome, dans l'Europe de la Renaissance. Son dernier roman policier, L'Assassinat d'Yvon Toussaint, lui est inspiré lorsqu'il lit une dépêche relatant le meurtre de son homonyme, un médecin et homme politique haïtien, abattu d'une balle dans la tête le 1er mars 1999. Le journaliste belge se rend alors en Haïti pour faire enquête.
Il est le père de l’écrivain Jean-Philippe Toussaint et de la productrice de cinéma Anne-Dominique Toussaint.

## Œuvre

### Romans
- Un incident indépendant de notre volonté, éditions Albin Michel, 1974, 217 p.  (ISBN 2-226-00051-8) (BNF 35214758) Grand prix de littérature policière 1975
- La mort est dans la ville, éditions Albin Michel, 1978, 275 p.  (ISBN 2-226-00585-4) (BNF 34593605)
- Le Manuscrit de la Giudecca, éditions Fayard, 2001, 434 p.  (ISBN 2-213-60719-2) ; rééd. Le Livre de poche no 15567, 2003
- L’Autre Corse, éditions Fayard, 2004, 345 p.  (ISBN 2-213-62109-8)
- L’Assassinat d'Yvon Toussaint, éditions Fayard, 2010, 371 p.  (ISBN 978-2-213-63013-7)[3],[4] Prix de l'Académie royale de langue et de littérature françaises, Grand prix biennal de la francophonie Nessim-Habif 2010

### Essais et chroniques
- La Pologne de droite à gauche, en collaboration avec Jacques Schepmans, Tournai, Belgique, Éditions Casterman, 1967, 204 p. (BNF 33194831)
- Les Barons Empain, Éditions Fayard, 1996, 473 p.  (ISBN 2-213-03126-6)
- Contrepieds, Paris/Bruxelles, Genèse Éditions, 2013, 253 p.  (ISBN 978-2-930585-19-2)

## Prix
- Grand prix de littérature policière 1975 pour Un incident indépendant de votre volonté[5]
- Prix Louis-Barthou 2002 pour Le Manuscrit de la Giudecca[6]